# Paležnica
Paležnica (cyr. Палежница) – wieś w Serbii, w okręgu kolubarskim, w gminie Ljig. W 2011 roku liczyła 169 mieszkańców.